# Cratera Shackleton
O Shackleton é um cratera de impacto localizado no pólo sul da Lua. O nome da cratera é uma homenagem ao navegador irlandês Ernest Shackleton, famoso por sua expedição à Antártida a bordo do barco Endurance, entre 1914 e 1916.

## Candidato para uma colónia humana

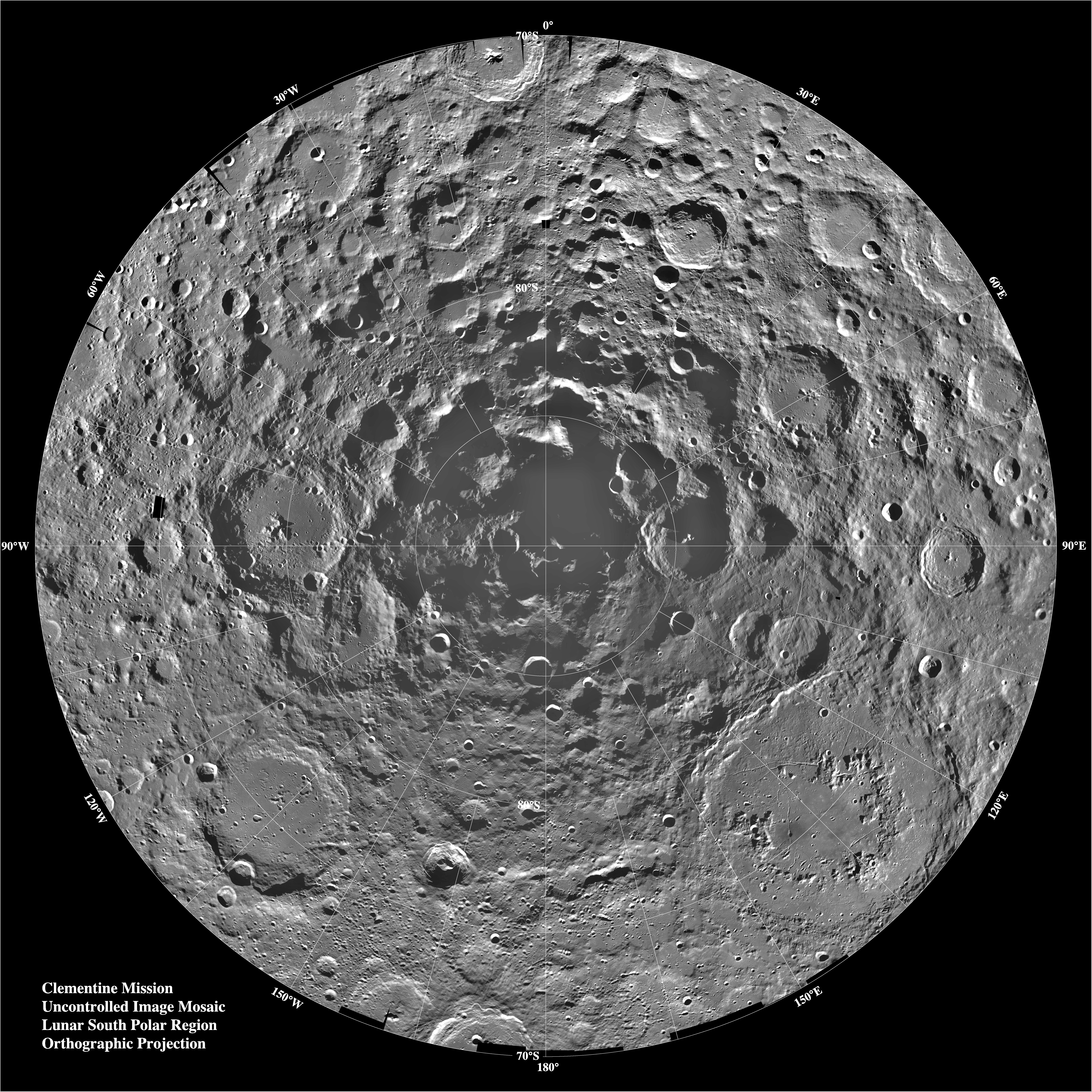
Imagem do pólo sul lunar tomada desde a sonda Clementine em 1994.

O eixo de rotação da Lua é sensivelmente paralelo a seu eixo de translação, com tão só 5 de inclinação, o que provoca que nas zonas polares existam zonas expostas à luz solar de forma permanente ou quase permanente. Estas zonas denominam-se bicos de luz eterna, e são de grande importância para futuros assentamentos humanos. Os bicos que bordeiam a cratera Shackleton estão próximos a ter iluminação permanente, com exposições solares superiores ao 80%. Por este motivo, a cratera Shackleton é um dos assentamentos mais prováveis para uma futura base lunar.
A cratera tem sido sobrevoado pelas sondas Clementine (1994), Lunar Prospector (1998]] e SELENE (2004), e espera a visita em 2009 da sonda LCROSS.
Pelos mesmos motivos, também existem zonas de escuridão permanente no fundo da cratera. Isso permitiria que o conteúdo de qualquer asteroide que tivesse impactado nessa superfície tivesse ficado inalterado, permitindo a hipotética existência de água. Pelo momento há constancia da existência de hidrogênio, mas não se encontrou água.